# 船木海都
船木 海都（ふなき かいと、1995年11月25日 - ）は、ラグビーユニオン選手。

## 略歴
秋田工業高校では、2年時の花園（全国高等学校ラグビーフットボール大会）でセンター、3年になる時の選抜（全国高等学校選抜ラグビーフットボール大会）ではフランカー、3年時の花園ではセンターで出場した。
2014年、國學院大學に進学。
2018年、釜石シーウェイブスに入団。
2025年5月、日本製鉄釜石シーウェイブスを退団。